# The Death of Stalin
The Death of Stalin is een satirische zwarte komedie uit 2017, geschreven en geregisseerd door Armando Iannucci en mede geschreven door Fabien Nury, David Schneider, Ian Martin en Peter Fellows. De film is een Brits-Frans-Belgische coproductie met een ensemblecast met onder meer Steve Buscemi, Simon Russell Beale, Paddy Considine, Rupert Friend, Jason Isaacs, Michael Palin, Andrea Riseborough, Paul Whitehouse en Jeffrey Tambor. Het verhaal is gebaseerd op de Franse strip La Mort de Staline uit 2010 en 2012. De film toont de machtsstrijd na de dood van Sovjetleider Jozef Stalin in 1953.
The Death of Stalin werd vertoond in de sectie Platform van het Internationaal filmfestival van Toronto in 2017 en kreeg lovende kritieken. Het werd uitgebracht in het Verenigd Koninkrijk door Entertainment One Films op 20 oktober 2017, in de Verenigde Staten door IFC Films op 9 maart 2018, in Frankrijk door Gaumont op 4 april 2018 en in België door September Film Distribution op 18 april 2018. De film werd verboden in Rusland en Kirgizië omdat het naar verluidt de spot dreef met het verleden van de landen en de spot dreef met zijn leiders. Het ontving een Magritte Award-nominatie in de categorie Beste Buitenlandse Film.

## Verhaal
In Moskou, Sovjet-Unie in 1953, luistert Premier en Secretaris-generaal van de Communistische Partij Jozef Stalin naar een concert op de radio en geeft opdracht hem een opname ervan te bezorgen. Het concert moet haastig worden herhaald en opgenomen, maar de pianiste Maria Veniaminovna Joedina verbergt een briefje aan Stalin in de hoes van de plaat, waarin ze zegt dat hij het land heeft verwoest. Terwijl Stalin het briefje leest in zijn datsja, krijgt hij een hersenbloeding en raakt hij verlamd. De leden van het Centraal Comité worden gealarmeerd. De eerste die arriveert is het hoofd van het Ministerie van Binnenlandse Zaken (NKVD), Lavrenti Beria. Hij ontdekt en verstopt Joedina's briefje, en gaat verder met het stelen van papieren uit een kluis en geeft ze aan zijn mannen die buiten de datsja wachten. Vice-voorzitter van de Ministerraad Georgi Malenkov arriveert als volgende. Terwijl Malenkov in paniek raakt, moedigt Beria hem aan om de leiding te nemen, in de hoop hem als marionet te kunnen gebruiken.
Nikita Chroesjtsjov, hoofd van de Moskou-partij, arriveert met de rest van de commissie, behalve Minister van Buitenlandse Zaken Vjatsjeslav Molotov, die Stalin de vorige nacht aan een van zijn lijsten met vijanden had toegevoegd. Beria sluit Moskou af, laat de NKVD de veiligheidstaken van de stad overnemen van het Sovjetleger en vervangt Stalins lijst met vijanden door zijn eigen lijst, waardoor Molotov gratie wordt verleend. Chroesjtsjov en Beria strijden om symbolische overwinningen, waaronder de controle over Stalins dochter Svetlana en zijn onstabiele zoon Vasili.
Stalin overlijdt en de leden van het Comité haasten zich terug naar Moskou. Zodra ze vertrekken, arriveren de NKVD-troepen om Stalins datsja te plunderen en getuigen te executeren. Chroesjtsjov gaat naar het huis van Molotov en probeert zijn steun in te roepen, maar Molotov, een echte gelover van het stalinisme, verzet zich tegen elke factie in de Communistische Partij. Beria koopt de loyaliteit van Molotov door zijn vrouw Polina uit de gevangenis te bevrijden.
Malenkov wordt tot Premier benoemd terwijl hij grotendeels wordt gecontroleerd door Beria. Tijdens de eerste commissievergadering na de dood van Stalin, zet Beria Chroesjtsjov buitenspel door hem de leiding te geven over de begrafenis van Stalin en de introductie van veel van de liberale hervormingen die Chroesjtsjov al had gepland, zelf te suggereren. Stalins lichaam wordt opgebaard in de Zuilenzaal, terwijl veel politieke gevangenen worden vrijgelaten en de beperkingen voor de Russisch-Orthodoxe Kerk worden versoepeld, waardoor Beria meer steun van het volk krijgt. Maarschalk Georgi Zjoekov arriveert en eist te weten waarom het Sovjetleger is opgesloten in barakken in Moskou.
Beria ontdekt dat Chroesjtsjov en Maria Joedina, die is ingehuurd om op de begrafenis te spelen, elkaar vaag kennen. Hij dreigt dat hij Joedina's briefje zal onthullen. Chroesjtsjov benadert Zjoekov, die ermee instemt het leger te steunen bij een staatsgreep om Beria omver te werpen, maar alleen als het Comité daarmee instemt.
Om de populariteit van Beria te ondermijnen, beveelt Chroesjtsjov om de treinen richting Moskou opnieuw te laten rijden, waardoor duizenden rouwenden de stad binnen kunnen. Zoals Chroesjtsjov had verwacht, vuren de NKVD-bewakers op de menigte om hen in toom te kunnen houden, waarbij 1.500 mensen omkomen. Het Comité stelt voor om laaggeplaatste NKVD-officieren tot zondebok te maken, maar omdat Beria gelooft dat elke schuld die aan de veiligheidsdiensten wordt toegekend zijn reputatie zal aantasten, bedreigt hij het Comité met belastende documenten die hij over hen heeft verzameld. Woedend omdat Beria een einde heeft gemaakt aan de vervolging van de Orthodoxe Kerk door de staat, vertelt Molotov in het geheim aan Chroesjtsjov en Lazar Kaganovitsj dat hij de staatsgreep zal steunen als ze de steun kunnen krijgen van de anderen, waaronder Malenkov.
Op de dag van Stalins begrafenis liegt Chroesjtsjov tegen het Comité en Zjoekov dat hij de steun van Malenkov heeft verkregen. Het Sovjetleger overweldigt de NKVD en neemt positie in buiten de vergaderruimte. Zjoekov en zijn manschappen arresteren Beria en Chroesjtsjov dwingt Malenkov om de papieren te ondertekenen voor het proces van Beria. Tijdens het schijnproces vinden Chroesjtsjov en zijn bondgenoten Beria schuldig aan verraad en aanranding, en executeren ze hem. Terwijl ze Beria's lichaam verbranden, geeft Chroesjtsjov Svetlana een kaartje naar Wenen en verzekert haar dat er voor haar broer zal worden gezorgd. Enkele jaren later woont Chroesjtsjov, nu de leider van de Sovjet-Unie die zijn mede-samenzweerders heeft verwijderd, een concert bij van Maria Joedina terwijl de toekomstige leider Leonid Brezjnev hem vanaf de volgende rij in de gaten houdt.

## Rolverdeling
| Acteur                 | Personage                  |
| ---------------------- | -------------------------- |
| Steve Buscemi          | Nikita Chroesjtsjov        |
| Simon Russell Beale    | Lavrenti Beria             |
| Paddy Considine        | Joeri Andrejev             |
| Rupert Friend          | Vasili Stalin              |
| Jason Isaacs           | Georgi Zjoekov             |
| Michael Palin          | Vjatsjeslav Molotov        |
| Andrea Riseborough     | Svetlana Alliloejeva       |
| Jeffrey Tambor         | Georgi Malenkov            |
| Adrian McLoughlin      | Jozef Stalin               |
| Olga Kurylenko         | Maria Veniaminovna Joedina |
| Paul Whitehouse        | Anastas Mikojan            |
| Paul Chahidi           | Nikolaj Boelganin          |
| Dermot Crowley         | Lazar Kaganovitsj          |
| James Barriscale       | generaal                   |
| Leeroy Murray          | stafchef van Zjoekov       |
| Daniel Fearn           | Ivan Konev                 |
| Luke D'Silva           | Kirill Moskalenko          |
| Gerald Lepkowski       | Leonid Brezjnev            |
| Dave Wong              | Zhou Enlai                 |
| Richard Brake          | Anatoli Tarasov            |
| Diana Quick            | Polina Molotova            |
| Justin Edwards         | Spartak Sokolov            |
| Tom Brooke             | Sergej                     |
| Nicholas Woodeson      | Boris Bresnavitsj          |
| Karl Johnson           | Dr. Lukomski               |
| Cara Horgan            | Lydia Timasjoek            |
| Jonathan Aris          | Mezjnikov                  |
| Roger Ashton-Griffiths | muzikant                   |
| Sylvestra Le Touzel    | Nina Chroesjtsjeva         |
| Paul Ready             | NKVD-officier Delov        |